# Rüstringen
Rüstringen var i middelalderen et frisisk landskab, som i dag svarer til Butjadingen, områder som nu er under vand og udgøres af havbugten Jadebusen samt områder i Jeverland i Østfrisland. 
Rüstringen var nært forbundet med to andre landskaber i den østlige del af den ostfrisiske halvø, Östringen og Wangerland. Rüstringen omtales første gang i 787, og omkring år 1200 var det et af de frisiske landskaber, som slog sig sammen i den frisiske frihed. Udsendinge fra de frisiske landskaber kom hver  pinse til Upstalsboom uden for Aurich for at diskutere frisiske rets- og lovspørgsmål. 
Efter den frisiske fred fulgte  høvdingetiden, som prægedes af krig og konflikter. En af de ledende høvdinge var Edo Wiemken den ældre. Rüstringens høvdinge boede på Sibetsburg (nu Wilhelmshaven). Efter et angreb fra Hamborg flyttedes høvdingesædet til borgen i Jever uden for landskabet Rüstringen. 
Dele af Rüstringen ødelagdes ved stormfloder i 1100- til 1400-tallet og forsvandt i havet, det nuværende Jadebusen. Både området øst for Jade og Butjadingen mistede landforbindelsen med det øvrige Rüstringen. Andre dele af det gamle Rüstringen endte med at indgå i Wilhelmshaven, Jever og Varel. Alle dele af Rüstringen kom efterhånden under Oldenburg. 

## Byen Rüstringen
Navnet Rüstringen levede videre takket være byen Rüstringen på Jadebusens vestre bred, der oprettedes 1911, men ophørte i 1937, da den indlemmedes i Wilhelmshaven. 